# لوکاس ناهول رودریگز
لوکاس ناهول رودریگز (انگلیسی: Lucas Nahuel Rodríguez؛ زادهٔ ۲۷ سپتامبر ۱۹۹۳) بازیکن فوتبال اهل آرژانتین است.
از باشگاه‌هایی که در آن بازی کرده‌است می‌توان به باشگاه فوتبال آرژانتینوس جونیورز اشاره کرد.
وی همچنین در تیم ملی فوتبال زیر ۲۰ سال آرژانتین بازی کرده‌است.